# Dog Eat Dog (pel·lícula de 2016)
Dog Eat Dog és una pel·lícula de thriller d'acció estatunidenca del 2016 dirigida per Paul Schrader amb un guió de Matthew Wilder, basat en la novel·la homònima d'Edward Bunker de 1995. La pel·lícula és protagonitzada per Nicolas Cage i Willem Dafoe.
La pel·lícula va ser l'entrada de cloenda de la secció Quinzena de Cineastes del 69è Festival Internacional de Cinema de Canes.

## Argument
Tres antics presoners, Troy, Mad Dog i Diesel, són contractats per segrestar un nadó i compartir un gran rescat.

## Repartiment
- Nicolas Cage com Troy[8]
- Willem Dafoe com Mad Dog[9]
- Christopher Matthew Cook com Diesel
- Omar Dorsey com Moon Man
- Paul Schrader com Grecco The Greek
- Louisa Krause com Zoe
- Melissa Bolona com Lina
- Chelcie Melton com Sheila
- Chelsea Mee com Madeleine
- John Patrick Jordan com Jack Cates
- Magi Avila com Nanny Carmen
- Jeff Hilliard com Gun Enthusiast
- Sam Caminero com Dan Rubin

## Producció
La fotografia principal de la pel·lícula va començar el 19 d'octubre de 2015 a Cleveland, Ohio. El rodatge també va tenir lloc a Sheffield Lake, i va finalitzar el 23 de novembre de 2015.

## Llançament
La pel·lícula es va estrenar com a entrada de cloenda de la secció Quinzena de Cineastes del 69è Festival Internacional de Cinema de Canes el 20 de maig de 2016. Va ser llançat el 4 de novembre de 2016 als Estats Units.

## Recepció
Al lloc web de l'agregador de ressenyes Rotten Tomatoes, la pel·lícula té una puntuació d'aprovació del 49% basada en 71 crítiques, amb una puntuació mitjana de 5,06/10. El consens crític del lloc web diu: "El refrescant paquet de peculiaritats i l'excés d'estil visual de Dog Eat Dog no són suficients per compensar una història oblidable sense rumb." A Metacritic, wque assigna una puntuació normalitzada a les crítiques, la pel·lícula té una puntuació mitjana ponderada de 53 sobre 100, basada en 19 crítics, que indica "crítiques mixtes o mitjanes".
Peter Bradshaw de The Guardian va donar a la pel·lícula 4 de 5 estrelles, i va escriure: "És el director adequat per al projecte adequat i el resultat és el millor de Schrader durant anys: una lapida, desagradable. , deliciós thriller de crim construït sobre el caos del còmic negre." Todd McCarthy de The Hollywood Reporter va escriure: "Una pel·lícula rara que s'ha rodat a Cleveland," "Dog Eat Dog" definitivament sembla que s'hagués rodat a baix cost, però posa el que necessita a la pantalla amb vigor i enginy." Jesse Cataldo de Slant Magazine va donar a la pel·lícula 1,5 de 4 estrelles i va comentar que "La pel·lícula té uns quants moments emocionants, però és els plaers són fugaços i sempre equilibrats per una lletjor opressiva, que representen una immersió encara més profunda en una nova estètica trista basada en el caos més que en la contemplació."